# Kitty van Male
Kitty van Male (Amstelveen, 5 juni 1988) is Nederlands hockeyspeelster. Ze speelde van 2010 tot in 2018 in totaal 116 officiële interlands  (39 doelpunten) voor de Nederlandse vrouwenploeg.
Van Male speelt sinds 2008 voor de Amsterdamsche H&BC, waarmee ze in 2009 en 2013 de landstitel veroverde en in 2014 de EuroHockey Club Champions Cup won. 
In 2010 debuteerde ze in het Nederlands team dat in 2012 de gouden medaille won op de Olympische Zomerspelen 2012 in Londen. In de finale werd Argentinië met 2-0 verslagen.
Na lange tijd een vaste waarde te zijn geweest wordt ze in 2014 door toenmalig bondscoach Max Caldas buiten de selectie gelaten voor het Wereldkampioenschap hockey, pas in november 2015 wordt ze door de nieuwe bondscoach Alyson Annan weer opgeroepen voor de Hockey World League 2014-15.
Tijdens de Olympische Zomerspelen van 2016 reikte Van Male met het Nederlands hockeyteam tot de finale. Groot-Brittannië was hierin de tegenstander. Nadat de wedstrijd op 3-3 was blijven steken in de reguliere speeltijd (Van Male scoorde tweemaal) bleek Groot-Brittannië een maatje te groot in de shoot-out-serie (0-2).

## Erelijst
- Hoofdklasse hockey Landskampioen 2009, 2013
- EuroHockey Club Champions Cup 2014
- Europacup II 2009
- Olympische Spelen 2012 te Londen (Engeland)
- Champions Trophy 2016 te Londen (Engeland)
- Olympische Zomerspelen 2016
- EK hockey 2017 te Amstelveen (Ned)
- WK hockey 2018 te Londen (Engeland)

Marilyn Agliotti · 
Naomi van As · 
Merel de Blaey · 
Carlien Dirkse van den Heuvel · 
Margot van Geffen · 
Maartje Goderie · 
Eva de Goede · 
Ellen Hoog · 
Kelly Jonker · 
Kim Lammers · 
Caia van Maasakker · 
Kitty van Male · 
Maartje Paumen · 
Sophie Polkamp · 
Joyce Sombroek · 
Lidewij Welten ·
Coach: Max Caldas
Naomi van As · 
Willemijn Bos · 
Carlien Dirkse van den Heuvel · 
Margot van Geffen · 
Eva de Goede · 
Ellen Hoog · 
Kelly Jonker · 
Marloes Keetels · 
Laurien Leurink · 
Caia van Maasakker · 
Kitty van Male · 
Maartje Paumen · 
Joyce Sombroek · 
Maria Verschoor · 
Xan de Waard · 
Lidewij Welten ·
Coach: Alyson Annan